# Ariosoma albimaculata
Ariosoma albimaculata — вид вугроподібних риб родини конгерових (Congridae). Описаний у 2022 році. Поширений на півночі Індійського океану.

## Назва
Видовий епітет albimaculata походить від поєднання двох латинських слів albus — «білий» і maculatus — «плямистий» (тобто «білоплямий»), і вказує на білу пляму на спинному плавці.

## Поширення
Виявлений в Аравійському морі неподалік міста Каньякумарі (штат Тамілнад, західне узбережжя Індії).

## Опис
Типовий зразок завдовжки 48,7 см. Тіло зверху темно-коричневе, по боках коричневе, на нижній частині біле.